# آسیاب‌آبی امیرآباد
آسیاب آبی امیرآباد مربوط به دوره صفوی است و در میبد، کشتخوان امیرآباد، حاشیه غربی جاده سنتو، بعد از پل مروارید واقع شده و این اثر در تاریخ ۱۵ دی ۱۳۸۷ با شمارهٔ ثبت ۲۴۳۴۳ به‌عنوان یکی از آثار ملی ایران به ثبت رسیده است.